# Wilfried Loth
Wilfried Loth (* 29. August 1948 in Wadern) ist ein deutscher Historiker und Politikwissenschaftler. Er lehrte von 1986 bis 2014 als Professor für Neuere und Neueste Geschichte an der Universität/Gesamthochschule Essen (seit 2003 Universität Duisburg-Essen).

## Leben
Wilfried Loth wurde als Sohn des Bauingenieurs Matthias Loth und dessen Frau Elisabeth, geb. Kahl, in Wadern im Saarland geboren. Nach dem Abitur am Staatlichen Ludwigsgymnasium in Saarbrücken 1966 studierte er von 1966 bis 1972 Germanistik, Geschichte, Philosophie und Erziehungswissenschaften an der Universität des Saarlandes in Saarbrücken. Im Juli 1974 erfolgte dort seine Promotion mit einer von Walter Lipgens angeregten und betreuten Untersuchung über Theorie und Praxis der Außenpolitik der französischen Sozialisten zwischen 1940 und 1950. Von 1974 bis 1984 war er dort als Wissenschaftlicher Mitarbeiter und Hochschulassistent tätig. Loth habilitierte sich 1983 ebenfalls in Saarbrücken in Neuerer Geschichte mit einer Arbeit über Katholiken im Kaiserreich. Der politische Katholizismus in der Krise des wilhelminischen Deutschlands. 1984/85 war er Professor für Politikwissenschaft an der Freien Universität Berlin. Eine Professur für Politikwissenschaft an der Universität Münster folgte 1985/86. Von 1986 bis zu seiner Emeritierung 2014 war er Professor für Neuere Geschichte an der Universität Essen.
Loth war von 2000 bis 2014 Präsident der Verbindungsgruppe der Historiker bei der Europäischen Kommission. Loth war in der Zeit von 1993 bis 1997 Präsident des Kulturwissenschaftlichen Instituts im Wissenschaftszentrum Nordrhein-Westfalen und von 2012 bis 2014 Präsident des deutsch-französischen Historikerkomitees. In Anerkennung seines Einsatzes für die deutsch-französische Verständigung in der geschichtswissenschaftlichen Forschung hat ihm die französische Regierung im Jahr 2015 den Ordre des Palmes Académiques verliehen. Ferner verlieh die Babeș-Bolyai-Universität im rumänischen Cluj-Napoca Loth 2013 die Ehrendoktorwürde. Im Jahr 2019 erhielt er den Literaturpreis Hommage à la France der Stiftung Brigitte Schubert-Oustry Dresden.

## Forschungsschwerpunkte
Seine wissenschaftlichen Schwerpunkte sind die Geschichte des Katholizismus und des Sozialismus, die Geschichte des Deutschen Kaiserreichs, die Geschichte Frankreichs im 20. Jahrhundert sowie die Geschichte des Ost-West-Konflikts und der europäischen Einigung. In seiner Habilitationsschrift behandelte er in sieben Kapiteln die Geschichte der Zentrumspartei in der ganzen Regierungszeit Wilhelms II. mit einem Schwerpunkt auf der bisher weniger erforschten Zeit zwischen der Jahrhundertwende und der Friedensresolution des Sommers 1917. Loth leitete auf dem Bochumer Historikertag 1990 eine Sektion, aus der der Band Deutscher Katholizismus im Umbruch zur Moderne hervorging.
Loth hat sich eingehend mit der Geschichte der europäischen Integration befasst. Er hat die vierbändige Quellenedition Documents on the History of European Integration seines 1984 verstorbenen Lehrers Walter Lipgens für die letzten beiden Bände vollendet. Loth gehörte zu der Forschergruppe der europäischen Historiker bei der Brüsseler Kommission, die in mehreren großen internationalen Tagungen die integrative Entwicklung von ca. 1948 bis 1957 behandelte und deren Ergebnisse veröffentlichte. Vor dem aus britischen Austritt aus der Europäischen Union veröffentlichte er 2014 eine Darstellung zur Geschichte der europäischen Integration. Damit möchte er „übergreifende Perspektiven und Orientierungsleistung für die Gegenwart liefern.“ Die heutige EU versteht Loth dabei als einen Versuch, „die zivilisatorischen Errungenschaften des demokratischen Nationalstaats unter den Bedingungen zunehmender Globalisierung zu erhalten und weiterzuentwickeln“. Deshalb führe das „Projekt Europa“ seiner Meinung nach auch in absehbarer Zeit „nicht zu einem Absterben der Nationalstaaten“, wohl aber zur Bildung einer „mehrschichtigen Identität“ der Bürger. Eine um das Kapitel „Der Ansturm der Populisten 2012–2020“ erweiterte und aktualisierte Ausgabe erschien 2020.
Loth gilt durch zahlreiche Publikationen zur Geschichte der französischen Geschichte des 20. Jahrhunderts zu den besten Kennern der Materie. Im Jahre 1987 veröffentlichte eine Darstellung über die Geschichte Frankreichs im 20. Jahrhundert. Im Jahre 2015 erschien von ihm eine Biographie über Charles de Gaulle. Sein Ziel mit der Biographie ist es, „die großen Linien im Leben von Charles de Gaulle nachzuzeichnen, aber auch die Brüche und Wendungen zu markieren, die es in diesem Leben gegeben hat“. Loth kommt zu dem Ergebnis, dass de Gaulle als Staatsmann seine „größten politischen Erfolge erzielte […], wenn er sich auf Kompromisse einließ, die über seine ursprünglichen Vorstellungen hinausgingen“. Er veröffentlichte 2018 eine Darstellung zu den Ereignissen vom Mai 1968 in Frankreich.
Seit 1980 gilt Loth als einer der führenden Experten des Kalten Krieges. Er legte 1980 mit Die Teilung der Welt: Geschichte des Kalten Krieges 1941–1955 ein Werk zum Ausbruch des Kalten Krieges vor. Der norwegische Historiker Odd Arne Westad bezeichnete es als ein wichtiges Buch. Umstritten ist seine Position zur Stalin-Note 1952, der er mehr Ernsthaftigkeit zumisst als die Mehrheit der Historiker. Im Jahr 1998 legte er im Rahmen einer 20-bändigen Weltgeschichte des 20. Jahrhunderts erstmals einen Gesamtüberblick über die Zeit von 1950 bis 1990 vor. Diese Gesamtdarstellung zur Entspannungspolitik hat Loth unter dem geänderten Titel Die Rettung der Welt. Entspannungspolitik im Kalten Krieg 1950–1991 und in überarbeiteter Form neu vorgelegt. In der 2016 veröffentlichten Arbeit behandelt Loth in zehn chronologisch aufeinander aufbauenden Kapiteln die vier Jahrzehnte vom Ausbruch des Koreakrieges 1950 bis zum Zerfall der Sowjetunion 1991.

## Schriften (Auswahl)
Monographien
- Sozialismus und Internationalismus. Die französischen Sozialisten und die Nachkriegsordnung Europas 1940–1950. Dt.-Verl.-Anst., Stuttgart 1977, ISBN 3-421-01792-1 (Zugl.: Saarbrücken, Univ., Diss., 1974).
- Die Teilung der Welt. Geschichte des Kalten Krieges 1941–1955 (= dtv. Band 4012). dtv, München 1980 (erweiterte Neuausgabe 2000, ISBN 3-423-30756-0).
- Katholiken im Kaiserreich. Der politische Katholizismus in der Krise des wilhelminischen Deutschlands (= Beiträge zur Geschichte des Parlamentarismus und der politischen Parteien. Band 75). Droste Verlag, Düsseldorf 1984, ISBN 3-7700-5123-8 (Zugl.: Saarbrücken, Univ., Habil.-Schr., 1983).
- Ost-West-Konflikt und deutsche Frage (= dtv. Band 11074). dtv, München 1989, ISBN 3-423-11074-0.
- Geschichte Frankreichs im 20. Jahrhundert. 2. Auflage. Fischer, Frankfurt 1992, ISBN 3-596-10860-8.
- Stalins ungeliebtes Kind. Warum Moskau die DDR nicht wollte. Rowohlt, Berlin 1994, ISBN 3-87134-085-5.
- Das Kaiserreich. Obrigkeitsstaat und politische Mobilisierung. dtv, München 1996, ISBN 3-423-04505-1.
- Die Sowjetunion und die deutsche Frage. Studien zur sowjetischen Deutschlandpolitik von Stalin bis Chruschtschow. Vandenhoeck & Ruprecht, Göttingen 2007, ISBN 978-3-525-36298-3.
- Europas Einigung. Eine unvollendete Geschichte. Campus, Frankfurt am Main u. a. 2014, ISBN 978-3-593-50077-5.
  - Europas Einigung. Eine unvollendete Geschichte. Campus, Frankfurt am Main u. a. 2020, ISBN 978-3-593-51302-7.
- Charles de Gaulle (= Kohlhammer-Urban-Taschenbücher. Band 660). Kohlhammer, Stuttgart 2015, ISBN 978-3-17-021362-3.
- Die Rettung der Welt. Entspannungspolitik im Kalten Krieg 1950–1991. Campus, Frankfurt am Main 2016, ISBN 978-3-593-50616-6.
- „Freiheit und Würde des Volkes“. Katholizismus und Demokratie in Deutschland. Campus, Frankfurt am Main 2018, ISBN 978-3-593-50838-2.
- Fast eine Revolution. Der Mai 68 in Frankreich. Campus, Frankfurt am Main 2018, ISBN 978-3-593-50832-0.
- Frieden schaffen. Die Alliierten und die Neuordnung Europas (1940–1945). Campus, Frankfurt am Main u. a. 2023, ISBN 978-3-593-51741-4.

Herausgeberschaften
- Deutscher Katholizismus im Umbruch zur Moderne (= Konfession und Gesellschaft. Beiträge zur Zeitgeschichte. Band 3). Kohlhammer, Stuttgart u. a. 1991, ISBN 3-17-011729-7.
- mit Rolf Badstübner: Wilhelm Pieck. Aufzeichnungen zur Deutschlandpolitik 1945–1953. Akademie-Verlag, Berlin 1994, ISBN 3-05-002198-5.
- Walter Hallstein – der vergessene Europäer? Europa-Union-Verlag, Bonn 1995, ISBN 3-7713-0499-7.
- mit Bernd-A. Rusinek: Verwandlungspolitik. NS-Eliten in der westdeutschen Nachkriegsgesellschaft. Campus, Frankfurt am Main 1998, ISBN 3-593-35994-4.
- Das europäische Projekt zu Beginn des 21. Jahrhunderts. Leske + Budrich, Opladen 2001, ISBN 3-8100-2908-4.
- Entwürfe einer europäischen Verfassung. Eine historische Bilanz. Europa-Union-Verlag, Bonn 2002, ISBN 3-7713-0604-3.
- Europäische Gesellschaft. Grundlagen und Perspektiven. Verlag für Sozialwissenschaften, Wiesbaden 2005, ISBN 3-531-14758-7.
- Experiencing Europe. 50 Years of European Construction 1957–2007 (= Veröffentlichungen der Historiker-Verbindungsgruppe bei der Kommission der Europäischen Gemeinschaften. Band 12). Nomos, Baden-Baden 2009, ISBN 978-3-8329-4124-6.
- mit Jost Dülffer: Dimensionen internationaler Geschichte. Oldenbourg, München 2012, ISBN 978-3-486-71260-5.
- mit Étienne François: Gewerkschaften, Arbeitswelt und Arbeiterkultur in Frankreich und Deutschland von 1890 bis 1990 (= Schriftenreihe des Deutsch-Französischen Historikerkomitees. Band 13). Steiner, Stuttgart 2017, ISBN 978-3-515-11584-1.
- mit Michael Gehler: Reshaping Europe. Towards a Political, Economic and Monetary Union, 1984–1989. Nomos, Baden-Baden 2020, ISBN 978-3-8487-6674-1, doi:10.5771/9783748907855.